# 땅콩호박
땅콩호박은 호박의 재배종이다. 조롱박 모양의 겨울 호박으로, 달콤한 맛이 난다.

## 같이 보기
- 맷돌호박
- 애호박
- 조선호박